# Остапенец (река)
Остапенец — река в России, протекает в Никольском и Кичменгско-Городецком районах Вологодской области. Устье реки находится в 22 км по левому берегу реки Пичуг. Длина реки составляет 29 км.
Исток реки находится на Северных Увалах в Никольском районе в 6 км к северо-востоку от деревни Займище. Генеральное направление течения — северо-восток, русло сильно извилистое, река собирает воду многочисленных небольших притоков, текущих из таёжных болот. Притоки — Ручей, Большая Красная, Большая Мновица, Малая Крутиха, Малая Мновица, Великуша (левые); Дербянка, Савиха, Ватажная, Мужичья, Чернушка, Чернуха (правые). Вскоре после истока перетекает в Кичменгско-Городецкий район. Верхнее течение проходит по ненаселённому заболоченному лесному массиву, ближе к устью протекает деревню Великуша. Впадает в Пичуг у деревни Остапенец, ширина русла в нижнем течении около 8 м.

## Данные водного реестра
По данным государственного водного реестра России и геоинформационной системы водохозяйственного районирования территории РФ, подготовленной Федеральным агентством водных ресурсов:
- Бассейновый округ — Двинско-Печорский;
- Речной бассейн — Северная Двина;
- Речной подбассейн — Малая Северная Двина;
- Водохозяйственный участок — Юг;
- Код водного объекта — 03020100212103000010668.